# Suhpalacsa lemoulti
Suhpalacsa lemoulti är en insektsart som beskrevs av Marc Lacroix 1925. Suhpalacsa lemoulti ingår i släktet Suhpalacsa och familjen fjärilsländor. Inga underarter finns listade i Catalogue of Life.